# Чжу Шуан
Чжу Шуан (朱樉; 3 декабря 1356, Нанкин — 19 апреля 1395, Сиань) — императорский принц китайской династии Мин, носивший титул принца Цинь (秦王) с 1370 по 1395 год.

## Биография
Родился 3 декабря 1356 года в Нанкине. Второй сын Чжу Юаньчжана (1328—1398), первого императора Китая из династии Мин Хунъу (1368—1398). Его матерью была императрица Ма (1332—1382), первая жена Чжу Юаньчжана.
В мае 1370 года император Хунъу пожаловал ему титул принца Цинь с княжеской вотчиной в городе Сиань.
После того, как его отец взошел на трон, Чжу Шуан получил титул принца Цинь в 1370 году, а восемь лет спустя получил свое феодальное владение, расположенное в Сиане. Поскольку он был вторым старшим сыном императора, он занял должность командующего двора императорского клана (宗人令).
В октябре 1371 года Чжу Шуан женился на сестре монгольского военачальника Кокэ-Тэмура, но брак не принес ожидаемой цели, поскольку Кокэ-Мэмур остался верен монгольскому хану (и юаньскому императору) Аюширидаре. Чжу Шуан отдавал предпочтение своей второй жене больше, чем своей первой жене, дочери минскогогенерала Дэна Юя, на которой он женился в конце 1375 года. У него было шесть сыновей и две дочери.
Достигнув совершеннолетия в апреле 1378 года, Чжу Шуан переехал в Сиань, центр бывшего государства Цинь, ныне столицу провинции Шэньси, и, хотя он не имел никакой власти над местным самоуправлением, у него была личная гвардия, состоящая из трёх полков. Большой двор под руководством опытных советников и чиновников (Чэн Цзюучэн, Ван Кэчжан, Вэнь Юаньци) давал ему значительную власть. С конца 1380-х годов он принадлежал нескольким сыновьям императора, на которых опиралось командование пограничными войсками на северной и северо-западной границах.
После смерти наследного принца Чжу Бяо в 1392 году Чжу Шуан был естественным кандидатом на пост нового наследника престола, но советники императора, в первую очередь Лю Саньу (1312—1399), настаивали на назначении маленького сына Чжу Бяо, Чжу Юньвэня. Покойного Чжу Бяо готовили к роли правителя, правящего в конфуцианском духе посредством умеренности и главным образом гражданскими средствами, в то время как Чжу Шуан был прежде всего солдатом, сражавшимся с монголами и имевшим на своей службе множество монгольских наемников. Выбор Чжу Юньвэня, окруженного литераторами и чиновниками, обещал продолжить намеченную тенденцию цивилизованности и смягчения правительства. Продвижению Чжу Шуана также препятствовали в глазах двора и императора его жестокий характер и многочисленные случаи злоупотреблений властью, а также мелких и крупных правонарушений.
В начале 1395 года Чжу Шуан возглавил военную экспедицию против тибетцев. Вскоре после возвращения он умер 9 апреля 1395 года в Сиане.